# ArchiMate
ArchiMate (/ˈɑːrkɪmeɪt/ AR-ki-mayt; в оригинале Architecture-Animate) — это открытый и независимый язык моделирования архитектуры предприятия для поддержки описания, анализа и визуализации архитектуры внутри и за пределами бизнес-процессов однозначным способом.
ArchiMate — это технический стандарт от The Open Group, базирующийся на IEEE 1471. Он поддерживается различными разработчиками инструментов моделирования и консалтинговыми организациями. ArchiMate, также является зарегистрированным товарным знаком, принадлежащим The Open Group. The Open Group разработало сертификационную программу для программных инструментов, пользователей и курсов по ArchiMate.
ArchiMate дистанцируется от других языков, таких как UML (Unified Modeling Language) и BPMN (Business Process Modeling and Notation) по предназначению для моделирования предприятия.
Также, применение UML и BPMN подразумевается в узких областях и достаточно тяжело для понимания — они содержат около 150 (UML) и 250 (BPMN) сущностей, в то время как ArchiMate обходится 40 основными элементами, 18 дополнительными и 13 типами связей (в версии спецификации 3.0.1). Цель ArchiMate — «быть настолько лаконичным, насколько это возможно» (as small as possible анг.), а не охватить все возможные сценарии. Чтобы быть лёгким для изучения и применения, ArchiMate был намеренно ограничен, чтобы «быть достаточным для пресловутых 80 % практических случаев».

## Обзор
ArchiMate предлагает общий язык для описания построения и функционирования бизнес-процессов, организационных структур, информационных потоков, ИТ систем и технической инфраструктуры. Это помогает различным заинтересованным сторонам разрабатывать, оценивать и сообщать о последствиях решений и изменений внутри и между этими областями бизнеса.
Основные сущности и типы связей языка ArchiMate можно рассматривать как структуру, так называемый ArchiMate Framework. Он разделяет архитектуру предприятия на уровень бизнеса, приложений и технологий. На каждом уровне рассматриваются три аспекта: активные элементы, внутренняя структура и элементы, которые определяют использование или передачу информации. Иными словами: субъект, действие, объект.

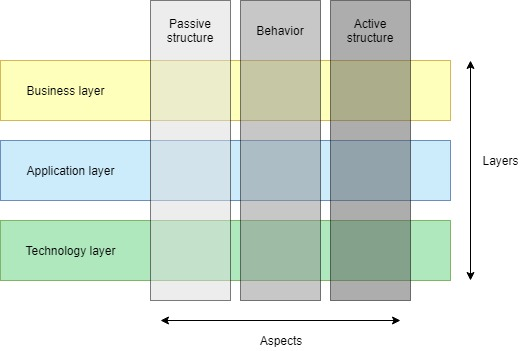

Одной из целей языка ArchiMate является определение связей между сущностями в различных архитектурных областях. Сущности языка занимают промежуточное положение между низкоуровневыми концепциями, предназначенными для моделирования узких областей (UML например) и BPMN, который используется для высокоуровневого моделирования бизнес-процессов